# Каракол (приток Таласа)
Каракол (кирг. Каракол; в верхнем течении — Маймыл-Тёр) — река в Кыргызстане, течёт по территории Таласского района Таласской области. Правый приток реки Талас.
Длина реки составляет 100 км. Площадь водосборного бассейна равняется 1160 км². Среднемноголетний расход воды — 7,64 м³/с.
Исток реки находится на стыке Киргизского хребта и Таласского Алатау.